# Sellos de los Juegos Olímpicos de Vancouver 2010
Los sellos de los Juegos Olímpicos de Vancouver 2010 son los sellos postales emitidos por las administraciones postales de los países y territorios afiliados a la Unión Postal Universal que tienen como tema central en su diseño los XXI Juegos Olímpicos de Invierno celebrados en Vancouver (Canadá) entre el 12 y el 28 de febrero de 2010.
En la mayoría de los casos se trata de sellos con dibujos o diseños alusivos a los deportes olímpicos de invierno, aunque también se pueden apreciar los que muestran una foto de alguna instalación olímpica en Vancouver, de alguna competición específica o de un deportista nacional, en homenaje a su triunfo.
Naturalmente, el país que más sellos ha emitido con esta temática es Canadá, nación anfitriona de los Juegos: la serie filatélica consta de cinco emisiones (la primera realizada en enero de 2009) y contabiliza en total 13 sellos (cada emisión fue hecha en hoja bloque).
Es de hacer notar que los países europeos del antiguo bloque socialista dedicaron sendas ediciones a estos Juegos (a excepción de Albania), mientras que muy pocos países occidentales emitieron sellos con esta temática (Alemania, Australia, Francia, Italia, Estados Unidos, entre otros). Notable es la ausencia de emisiones de los servicios postales de países con fuerte tradición en los deportes invernales como Austria, Noruega y Suecia, conocidas potencias en los Juegos de invierno. España no tuvo interés en sacar ningún sello conmemorativo de este acontecimiento deportivo.

## Relación de sellos
En total fueron emitidos 97 sellos relacionados con estos Juegos por 37 países de cuatro continentes (2 de América, 7 de Asia, 27 de Europa y 1 de Oceanía). En la tabla siguiente se enumeran los sellos por país, sus dimensiones y valor facial, así como una somera descripción de su contenido. Todos los sellos presentan dibujos en su diseño, salvo que se indique lo contrario.

### País anfitrión (CanadáCanadá)
| Fecha de emisión | Nombre del sello (descripción) | Dimensiones (mm)       | Valor facial (en CAD) |
| ---------------- | --- | ---------------------- | --------------------- |
| 12.01.2009       | «Deportes de los Juegos Olímpicos de 2010» 1) Esquí acrobático                                                                                 | 23,2 x 20,2 (141 x 83) | P                     |
| 12.01.2009       | 2) Snowboard | 23,2 x 20,2 (141 x 83) | P                     |
| 12.01.2009       | 3) Bobsleigh | 23,2 x 20,2 (141 x 83) | P                     |
| 12.01.2009       | 4) Curling | 23,2 x 20,2 (141 x 83) | P                     |
| 12.01.2009       | 5) Hockey sobre hielo | 23,2 x 20,2 (141 x 83) | P                     |
| 12.01.2009       | «Mascotas y emblemas de los Juegos Olímpicos de 2010» (HB) 1) El logotipo de los Juegos                                                        | 24,0 x 20,0 (141 x 83) | P                     |
| 12.01.2009       | 2) El "oso de mar" Miga | 24,0 x 20,0 (141 x 83) | 0,98                  |
| 12.01.2009       | 3) El sasquatch Quatchi | 24,0 x 20,0 (141 x 83) | 1,65                  |
| 12.02.2010       | «Vancouver 2010 Olympic Winter Games» (HB) 1) La ciudad de Vancouver                                                                           | 45,2 x 23,2 (141 x 83) | 0,57                  |
| 12.02.2010       | 2) Las montañas de Whistler | 45,2 x 23,2 (141 x 83) | 0,57                  |
| 14.02.2010       | 1) «Celebrando el oro» Una medalla de oro con motivo de la primera medalla de oro olímpica obtenida por un canadiense en su propio país        | 32,0 x 32,0            | 0,57                  |
| 22.02.2010       | «Celebrando el espíritu olímpico» (HB) Dos imágenes de los Juegos con una chica cuya cara lleva pintada la bandera de Canadá 1) Esquí de fondo | 39,2 x 20,2 (134 x 60) | 0,57                  |
| 22.02.2010       | 2) Patinaje de velocidad en pista corta y bobsleigh                                                                                            | 39,2 x 20,2 (134 x 60) | 0,57                  |

### Resto de países
| País                 | Fecha de emisión | Descripción | Dimensiones (mm)         | Valor facial (en moneda nacional) |
| -------------------- | ---------------- | --- | ------------------------ | --------------------------------- |
| América              |                  | |                          |                                   |
| Estados Unidos       | 22.01.2010       | 1) Snowboard | 24,9 x 39,6              | 0,44 USD                          |
| Asia                 |                  | |                          |                                   |
| Armenia              | 26.11.2010       | 1) Tres esquiadores de fondo (HB) | 30,0 x 30,0 (110 x 50)   | 350 AMD                           |
| Armenia              | 26.11.2010       | 2) Un esquiador y unas casas | 30,0 x 30,0 (110 x 50)   | 500 AMD                           |
| Armenia              | 26.11.2010       | 3) Dos esquiadores de montaña | 30,0 x 30,0 (110 x 50)   | 600 AMD                           |
| Corea del Norte      | 01.02.2010       | 1) Hockey sobre hielo | –rombo–                  | 10,00 KPW                         |
| Corea del Norte      | 01.02.2010       | 2) Patinaje artístico | –rombo–                  | 40,00 KPW                         |
| Corea del Norte      | 01.02.2010       | 3) Patinaje de velocidad en pista corta | –rombo–                  | 50,00 KPW                         |
| Corea del Norte      | 01.02.2010       | 4) Esquí alpino | –rombo–                  | 70,00 KPW                         |
| Corea del Sur        | 12.02.2010       | 1) Patinaje artístico | 25,0 x 44,0              | 250 KRW                           |
| Corea del Sur        | 12.02.2010       | 2) Patinaje de velocidad en pista corta | 25,0 x 44,0              | 250 KRW                           |
| Corea del Sur        | 06.05.2010       | Los once medallistas surcoreanos en estos Juegos: 1) Kim Yu-Na (patinaje artístico) | 44,0 x 25,0              | 250 KRW                           |
| Corea del Sur        | 06.05.2010       | 2) Mo Tae-Bum (patinaje de velocidad) | 44,0 x 25,0              | 250 KRW                           |
| Corea del Sur        | 06.05.2010       | 3) Lee Sang-Hwa (patinaje de velocidad) | 44,0 x 25,0              | 250 KRW                           |
| Corea del Sur        | 06.05.2010       | 4) Lee Seung-Hoo (patinaje de velocidad) | 44,0 x 25,0              | 250 KRW                           |
| Corea del Sur        | 06.05.2010       | 5) Lee Jung-Su (patinaje de velocidad en pista corta) | 44,0 x 25,0              | 250 KRW                           |
| Corea del Sur        | 06.05.2010       | 6) Lee Eun-Byul (patinaje de velocidad en pista corta) | 44,0 x 25,0              | 250 KRW                           |
| Corea del Sur        | 06.05.2010       | 7) Lee Ho-Suk (patinaje de velocidad en pista corta) | 44,0 x 25,0              | 250 KRW                           |
| Corea del Sur        | 06.05.2010       | 8) Sung Si-Bak (patinaje de velocidad en pista corta) | 44,0 x 25,0              | 250 KRW                           |
| Corea del Sur        | 06.05.2010       | 9) Kwak Yoon-Gy (patinaje de velocidad en pista corta) | 44,0 x 25,0              | 250 KRW                           |
| Corea del Sur        | 06.05.2010       | 10) Kim Sung-Il (patinaje de velocidad en pista corta) | 44,0 x 25,0              | 250 KRW                           |
| Corea del Sur        | 06.05.2010       | 11) Park Seung-Hi (patinaje de velocidad en pista corta) | 44,0 x 25,0              | 250 KRW                           |
| Georgia              | 15.10.2010       | 1) La foto del atleta de luge Nodar Kumaritashvili, fallecido entrenando en el canal de luge el día de la apertura de los Juegos; el logotipo de los Juegos, y una imagen del atleta en su trineo en el canal de hielo                                                                                      | 45,0 x 31,0              | 5,00 GEL                          |
| Kazajistán           | 29.04.2010       | 1) Esquí alpino | 40,0 x 30,0              | 32 KZT                            |
| Kazajistán           | 29.04.2010       | 2) Salto en esquí | 40,0 x 30,0              | 190 KZT                           |
| Kirguistán           | 12.02.2010       | 1) Esquí de fondo | 28,0 x 40,0              | 21,00 KGS                         |
| Kirguistán           | 12.02.2010       | 2) Biatlón | 28,0 x 40,0              | 28,00 KGS                         |
| Kirguistán           | 12.02.2010       | 3) Esquí alpino | 28,0 x 40,0              | 45,00 KGS                         |
| Kirguistán           | 12.02.2010       | 4) Snowboard | 28,0 x 40,0              | 60,00 KGS                         |
| Turquía              | 12.02.2010       | 1) Esquí alpino | 36,0 x 36,0              | 0,25 TRY                          |
| Turquía              | 12.02.2010       | 2) Snowboard | 36,0 x 36,0              | 0,75 TRY                          |
| Turquía              | 12.02.2010       | 3) Patinaje de velocidad | 36,0 x 36,0              | 0,90 TRY                          |
| Turquía              | 12.02.2010       | 4) Esquí de fondo | 36,0 x 36,0              | 0,90 TRY                          |
| Europa               |                  | |                          |                                   |
| Alemania             | 11.02.2010       | 1) Biatlón | 55,0 x 32,8              | 0,55+0,25 EUR                     |
| Andorra              | 25.01.2010       | 1) Esquí alpino | 40,0 x 30,0              | 0,85 EUR                          |
| Austria              | 25.09.2010       | 1) Andreas Linger y Wolfgang Linger, medalla de oro en luge | 50,0 x 31,8              | 1,00 EUR                          |
| Bielorrusia          | 25.01.2010       | 1) El logotipo de los Juegos (HB) La hoja bloque muestra adicionalmente cinco viñetas con los dibujos siguientes: hockey sobre hielo, esquí acrobático, biatlón y esquí de fondo | 37,0 x 26,0 (132 x 71)   | 3.000 BYR                         |
| Bielorrusia          | 23.07.2010       | Los tres medallistas bielorrusos en estos Juegos: 2) Alexei Grishin, medalla de oro en saltos (esquí acrobático) | 26,0 x 37,0              | P                                 |
| Bielorrusia          | 23.07.2010       | 3) Serguei Novikov, medalla de plata en 20 km individual (biatlón) | 26,0 x 37,0              | H                                 |
| Bielorrusia          | 23.07.2010       | 4) Daria Domracheva, medalla de bronce en 15 km individual (biatlón) | 26,0 x 37,0              | A                                 |
| Bosnia y Herzegovina | 05.02.2010       | 1) Luge | 35,0 x 28,5              | 0,70 BAM                          |
| Bosnia y Herzegovina | 05.02.2010       | 2) Patinaje artístico | 35,0 x 28,5              | 1,50 BAM                          |
| Bosnia y Herzegovina | 01.02.2010       | 1) Diseño cubista basado en la hoja de arce | 29,8 x 48,3              | 0,70 BAM                          |
| Bosnia y Herzegovina | 01.02.2010       | 2) Una hoja de arce sobre un par de esquís | 29,8 x 48,3              | 1,50 BAM                          |
| Bosnia y Herzegovina | 12.02.2010       | 1) Esquí alpino, patinaje de velocidad, biatlón, hockey sobre hielo y saltos en esquí (HB): | 27,5 x 42,0 (105 x 50,0) | 1,50 BAM                          |
| Bosnia y Herzegovina | 12.02.2010       | 2) Hockey sobre hielo, bobsleigh, patinaje artístico y snowboard | 27,5 x 42,0 (105 x 50,0) | 2,00 BAM                          |
| Bulgaria             | 05.02.2010       | 1) Luge (HB) La hoja bloque muestra el otro sello y el logotipo de los Juegos | 54,0 x 29,0 (98 x 90)    | 0,60 BGN                          |
| Bulgaria             | 05.02.2010       | 2) Snowboard | 54,0 x 29,0 (98 x 90)    | 1,00 BGN                          |
| Croacia              | 12.02.2010       | 1) El logotipo de los Juegos | 35,5 x 29,8              | 3,50 HRK                          |
| Eslovaquia           | 15.01.2010       | 1) Bobsleigh | 44,1 x 26,5              | 1,00 EUR                          |
| Eslovenia            | 29.01.2010       | 1) Una puerta o baliza típica de las pruebas de descenso en el esquí alpino | 40,8 x 29,1              | 0,40 EUR                          |
| Eslovenia            | 29.01.2010       | 2) Una pastilla y un palo de hockey sobre hielo | 40,8 x 29,1              | 0,45 EUR                          |
| Eslovenia            | 24.06.2010       | 1) Tina Maze, doble medallista de plata en esquí alpino (supergigante y eslalon gigante) (HB) | 29,0 x 40,0 (120 x 80)   | 0,70 EUR                          |
| Eslovenia            | 24.06.2010       | 2) Petra Majdič, medalla de broce en esquí de fondo (velocidad individual) | 29,0 x 40,0 (120 x 80)   | 0,70 EUR                          |
| Estonia              | 04.02.2010       | 1) Esquí de fondo | 37,5 x 33,0              | 9,00 EEK (0,58 EUR)               |
| Francia              | 08.02.2010       | 1) Esquí alpino | 40,0 x 30,0              | 0,85 EUR                          |
| Francia              | 08.02.2010       | 2) Patinaje artístico | 40,0 x 30,0              | 0,85 EUR                          |
| Hungría              | 05.02.2010       | 1) Esquí alpino | 40,0 x 40,0              | 260 HUF                           |
| Italia               | 12.02.2010       | 1) Esquí alpino | 40,0 x 24,0              | 0,85 EUR                          |
| Letonia              | 05.02.2010       | 1) Hockey sobre hielo | 45,0 x 27,5              | 0,55 LVL                          |
| Liechtenstein        | 12.02.2010       | 1) Esquí alpino | 38,0 x 29,1              | 1,00 CHF                          |
| Liechtenstein        | 12.02.2010       | 2) Esquí de fondo | 29,1 x 38,0              | 1,80 CHF                          |
| Lituania             | 30.01.2010       | 1) Esquí alpino y el logotipo de los Juegos | 34,5 x 30,0              | 2,45 LTL                          |
| Macedonia del Norte  | 12.02.2010       | Ambos sellos muestran el símbolo de los juegos: el inuksuk llamado Ilanaaq (amigo en lengua esquimal), una escultura con forma de persona a base de piedras, y de fondo un deporte invernal: 1) Salto en esquí                                                                                              | 40,2 x 30,2              | 50 MKD                            |
| Macedonia del Norte  | 12.02.2010       | 2) Hockey sobre hielo | 40,2 x 30,2              | 100 MKD                           |
| Moldavia             | 12.02.2010       | 1) Esquí alpino | 46,0 x 27,5              | 1,20 MDL                          |
| Moldavia             | 12.02.2010       | 2) Biatlón | 27,5 x 46,0              | 8,50 MDL                          |
| Mónaco               | 04.12.2009       | 1) Esquí alpino | 30,0 x 30,0              | 0,90 EUR                          |
| Mónaco               | 04.12.2009       | 2) Snowboard y patinaje artístico | 30,0 x 30,0              | 0,90 EUR                          |
| Montenegro           | 12.02.2010       | 1) Patinaje de velocidad | 42,0 x 29,0              | 1,00 EUR                          |
| Montenegro           | 12.02.2010       | 2) Snowboard | 42,0 x 29,0              | 1,50 EUR                          |
| Polonia              | 27.01.2010       | 1) Esquí de fondo | 43,0 x 31,2              | 3,00 PLN                          |
| República Checa      | 10.02.2010       | 1) Patinaje de velocidad | 23,0 x 40,0              | 18,00 CZK                         |
| República Checa      | 24.03.2010       | 1) Una medalla de oro, celebrando a Martina Sáblíková, la campeona olímpica checa en patinaje de velocidad | 23,0 x 40,0              | 10,00 CZK                         |
| Rumania              | 12.02.2010       | 1) Esquí de fondo | 33,0 x 48,0              | 0,60 RON                          |
| Rumania              | 12.02.2010       | 2) Patinaje de velocidad | 33,0 x 48,0              | 0,80 RON                          |
| Rumania              | 12.02.2010       | 3) Skeleton | 48,0 x 33,0              | 1,00 RON                          |
| Rumania              | 12.02.2010       | 4) Bobsleigh | 48,0 x 33,0              | 7,60 RON                          |
| Rusia                | 11.02.2010       | 1) El logotipo de los Juegos estampado en una medalla | 37,0 x 37,0 –rombo–      | 15,0 RUB                          |
| San Marino           | 09.02.2010       | Cada sello muestra la hoja de arce, símbolo de Canadá, el logotipo de los Juegos y algunos íconos o representaciones de los diferentes deportes invernales. La hoja bloque reproduce el logotipo de los Juegos y un inuksuk (HB): 1) Saltos en esquí, snowboard, hockey sobre hielo y patinaje de velocidad | 40,0 x 30,0 (90 x 120)   | 0,65 EUR                          |
| San Marino           | 09.02.2010       | 2) Esquí alpino, esquí de fondo, curling y bobsleigh | 40,0 x 30,0 (90 x 120)   | 0,85 EUR                          |
| San Marino           | 09.02.2010       | 3) Patinaje de velocidad en pista corta, patinaje artístico y esquí acrobático | 40,0 x 30,0 (90 x 120)   | 1,00 EUR                          |
| Serbia               | 12.02.2010       | 1) Esquí de fondo | 42,0 x 29,0              | 22,0 RSD                          |
| Serbia               | 12.02.2010       | 2) Esquí alpino | 42,0 x 29,0              | 50,0 RSD                          |
| Suiza                | 20.11.2009       | 1) Bobsleigh | 33,0 x 28,0              | 1,00 CHF                          |
| Ucrania              | 05.02.2010       | 1) Esquí de fondo | 24,4 x 50,5              | 1,50 UAH                          |
| Ucrania              | 05.02.2010       | 2) Biatlón | 24,4 x 50,5              | 1,50 UAH                          |
| Ucrania              | 05.02.2010       | 3) Esquí artístico (salto aéreo) | 24,4 x 50,5              | 2,00 UAH                          |
| Ucrania              | 05.02.2010       | 4) Luge | 24,4 x 50,5              | 2,00 UAH                          |
| Oceanía              |                  | |                          |                                   |
| Australia            | 25.02.2010       | Fotografía de las dos campeonas olímpicas de este país con sus respectivas medallas de oro: 1) Torah Bright (snowboard – halfpipe) | 35,0 x 35,0              | 0,55 AUD                          |
| Australia            | 03.03.2010       | 2) Lydia Lassila (esquí acrobático – saltos aéreos) | 35,0 x 35,0              | 0,55 AUD                          |